# Alfredo Carabot de Porras
Alfredo Carabot de Porras (La Carraca, Cádiz, 2 de agosto de 1908 - Gijón, 6 de mayo de 1985) fue un notable botánico-farmacéutico y profesor universitario español, exiliado del franquismo en Cuba y Venezuela la mayor parte de su vida, padre del botánico Alfredo Carabot Cuervo.

## Biografía
Licenciado en Farmacia por la Universidad Central de Madrid en 1930, se doctoró tres años más tarde. Accedió a la enseñanza como profesor ayudante de la cátedra de Farmacognosia en la Central de Madrid, hasta el estallido de la Guerra Civil. Miembro del Partido Socialista Obrero Español y de la Unión General de Trabajadores, había sido concejal en Villaverde durante un breve periodo.
Al inicio de la contienda se incorporó a la defensa de Madrid a favor de la República, dentro de la columna Mangada. Más tarde se incorporó al Ejército del Norte en calidad de capitán al mando de la Escuela Superior de Guerra Química. El continuo retroceso del frente de batalla le llevó a Cataluña, donde sus conocimientos los puso al servicio del general Sebastián Pozas que le encargo la defensa de Barcelona contra la utilización de gases por las fuerzas enemigas.
Hacia el final de la guerra se exilió en Francia, quedando en el campo de concentración de Argelès-sur-Mer. Pronto pudo salir camino de Cuba, instalándose en La Habana. Tras un tiempo llegó a ocupar la cátedra de Química Industrial en el Instituto Politécnico de Ceiba del Agua. A mediados de la década de 1940, tras convalidar su titulación española, desarrollo diversas actividades académicas en la capital cubana, así como en el Simposio de Farmacobotánica organizado por la UNESCO en La Habana en 1956. Tras la revolución cubana, fue nombrado subdirector del Instituto Nacional de Higiene, cargo que ocupó algo menos de un año. De Cuba marchó a Venezuela, donde fue contratado como catedrático de Análisis Instrumental en la Universidad de Los Andes, donde desarrolló su labor hasta la jubilación.
Además de su intensa labor profesional, en el exilio participó en los distintos movimientos políticos del exilio republicano español. Masón, fue miembro de la Fraternidad Española en el Exilio, y cofundador del Ateneo Pi i Margall, de la Agrupación Socialista Pablo Iglesias y del Círculo Republicano Español en Cuba.
Regresó a España muchos años después de la muerte del dictador, estableciéndose en Gijón, donde falleció el 6 de mayo de 1985. Fue miembro de la Real Academia de Farmacia de Cataluña.